# Boulsa
Boulsa là một tổng Namentenga (tỉnh) ở phía bắc Burkina Faso. Thủ phủ là thị xã thị xã cùng tên. Dân số năm 2006 là 80.453 người.

## Các thị xã và làng xã
- Boulsa (thủ phủ)

Baonrouré, Belga, Bonam, Dakiskièma, Donsin, Gaoga, Gorbellé-Peulh, Gounga, Guemsogo-Yarcé, Kiedsom, Kobouré, Kogonéré, Kolgosom, Konkoara-Yarcé, Lilyalla, Loatenga, Mokin-Yarcé, Nabitenga, Nièga, Paraouigué, Paviguibtenga, Poli-Mossi, Poli-Peulh, Samandin-Peulh, Sanghin, Sini, Sonrin, Tanghin, Tougui, Walembi, Wedo, Zabga, Zambanga, Zomnogo Mossi e Zomnogo Peulh.